# XO-1
XO-1 (GSC 02041-01657) — звезда, обладающая экзопланетой XO-1 b. Звезда удалена от Земли примерно на 630 световых лет и имеет видимую звёздную величину +11.32. Найти звезду можно даже в небольшой телескоп.

## Характеристики
По физическим характеристикам звезда похожа на Солнце. Масса звезды такая же, как у Солнца, радиус чуть меньше солнечного. Светимость немного слабее — в 1.087 раза уступает солнечной. Температура поверхности составляет около 5875 Кельвинов.